# Kościół Świętych Apostołów Piotra i Pawła w Łubnianach
Kościół Świętych Apostołów Piotra i Pawła – rzymskokatolicki kościół parafialny w Łubnianach. Świątynia należy do parafii Świętych Apostołów Piotra i Pawła w Łubnianach w dekanacie Siołkowice, diecezji opolskiej.  

## Historia kościoła

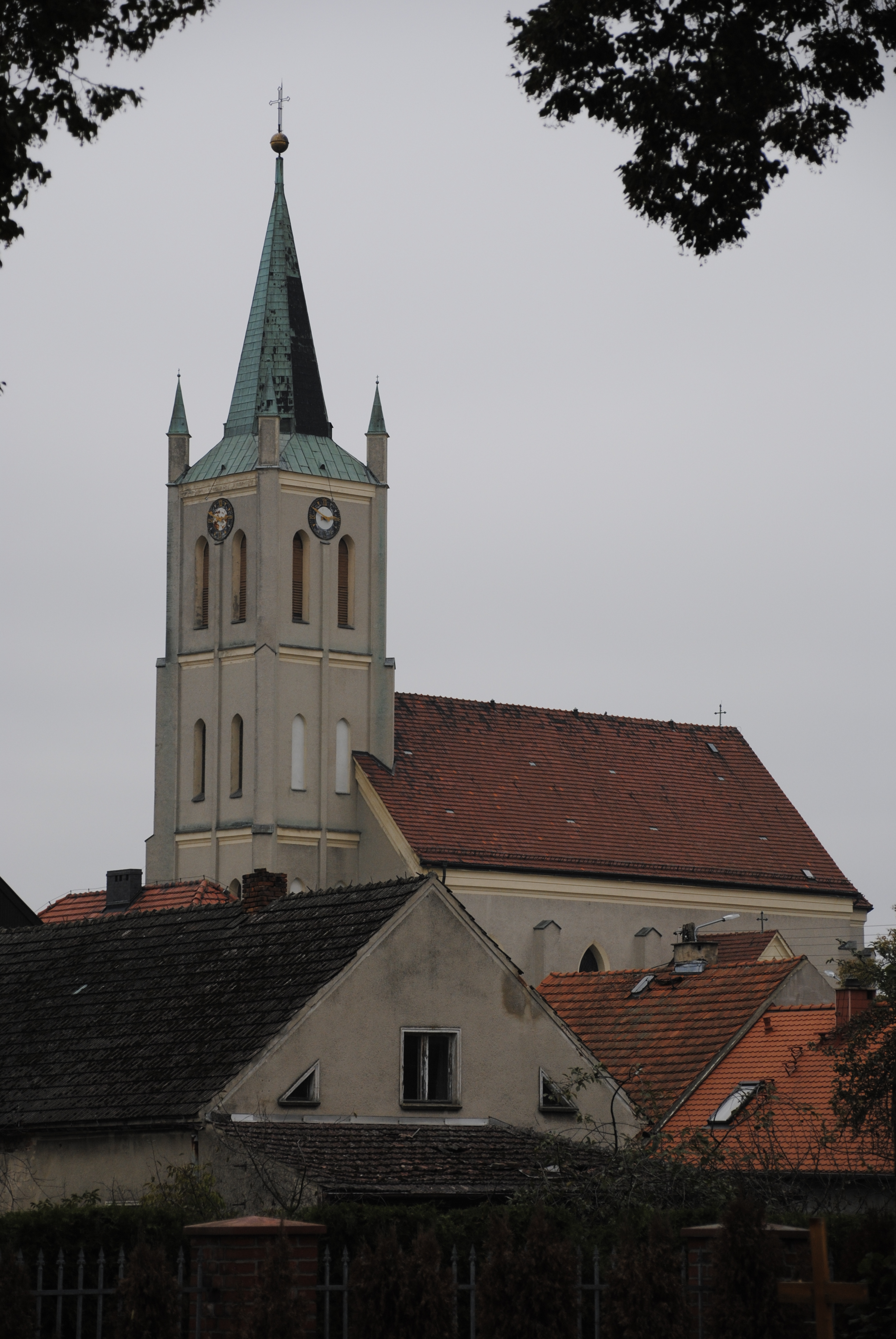
Widok kościoła

Od XIII w. w miejscowości znajdowała się kaplica. W czasie epidemii, które rozprzestrzeniały się w okresie wojny 30-letniej, także w Łubnianach zmarło wielu ludzi. Grzebano ich w Krzyżuli (niem. Kreuzfelde), która zresztą swoją nazwę wzięła od dużej liczby krzyży oraz na cmentarzu w Dąbrówce Łubniańskiej, gdzie obecnie stoi kapliczka z 1872 r. Mieszkańcy Łubnian ślubowali wybudowanie kościoła, jeśli epidemia ustanie. W 1633 roku mieszkańcy sprowadzili kopię obrazu Matki Boskiej Częstochowskiej i wybudowali drewniany kościół św. Rocha. Do czasu zakończenia budowy kościoła sprowadzony obraz wisiał na słupie. Świątynia spłonął jednak w wyniku nieostrożności cieśli, ulepszającego dach, natomiast obraz zaginął podczas nieudanej pielgrzymki do kościoła św. Rocha w Dobrzeniu Wielkim.
Drugi kościół, także drewniany, został wybudowany w 1682 roku, po kolejnej epidemii, która przeszła przez miejscowość; było to wotum dziękczynne za wygaśnięcie zarazy. Kościół Najświętszej Maryi Panny i świętych Piotra i Pawła, został poświęcony przez kanonika opolskiego Mateusza Scharcoviusa. W środku ołtarza umieszczono obraz Matki Boskiej Częstochowskiej. Wedle dokumentu z 1687 roku z wizytacji ks. Marcina Stephetiusa, archidiakona kolegiaty opolskiej, przeprowadzonej z ramienia biskupa wrocławskiego, kościół miał sygnaturkę z niewielkim dzwonem, który 3 razy dziennie wybijał Anioł Pański. Przy kościele znajdował się cmentarz z krzyżem i kostnicą. Zachował się rysunek kościoła, sporządzony przez H. Luchsa. Kościół był konstrukcji wieńcowej (zrębowej) z wieżą konstrukcji słupowej. Nawa była zbudowana na planie czworokąta, a przylegające do niej węższe prezbiterium, zamknięte prawdopodobnie trójbocznie, na planie prostokąta. W nawie okna były prostokątne, zamknięte półkolistymi łukami, natomiast w prezbiterium okna były niewielkie i także prostokątne. Obie części były nakryte dachami 2-spadowymi (siodłowymi), przy czym nad prezbiterium dach był niższy. Na kalenicy dachu nawy znajdowała się 6- albo 8-boczna sygnaturka, zwieńczona podwójnym, baniastym hełmem z latarnią. Na wysokości okien znajdowało się zadaszenie, obiegające nawę i prezbiterium, przerwane otworami okiennymi. Dachy i ściany były pobite gontem. Wieża była zbudowana prawdopodobnie na planie kwadratu ze zwężającymi się ku górze ścianami, szalowanymi pionowo deskami. W zwieńczeniu wieży znajdował się hełm barokowy, przechodzący z 4-spadowego dachu w 8-boczną banię, zakończoną pseudolatarnią z ostrosłupowym daszkiem z gałką na szczycie. Kościół był prawdopodobnie orientowany, a wejścia do niego prowadziły m.in. od południa z nawy i wieży. Zakrystia znajdowała się zapewne przy północnej ścianie prezbiterium. Od 1859 r. miejscowość posiadała własnego księdza – tzw. lokalistę. W grudniu 1869 Drewniany kościół został uszkodzony przez wiatr. Uszkodzenia były na tyle poważne, że odbudowa stała się nieopłacalna, poza tym kościół ten był już zbyt mały dla rozrastającej się miejscowości.
7 marca 1870 roku Urząd Królewski wydał pozwolenie na budowę nowego kościoła. Budowę prowadzono nad starym kościołem. Zakończyła się ona w 1872 roku, a konsekracji dokonano 8 września. 22 kwietnia 1889 roku erygowano w miejscowości parafię (wcześniej Łubniany były filią parafii w Jełowej, a mieszkańcy płacili proboszczowi 12 talarów rocznie za odprawianie Mszy co najmniej raz na 4 tygodnie), w której skład wchodzą także Dąbrówka Łubniańska i Masów. W tym czasie wybudowano też w miejscowości plebanię. W nowym kościele zainstalowano początkowo 4 dzwony ze starego kościoła, ale niewiele później 2 z nich pękły. W 1906 roku odlano w Turyngii nowy dzwon. W 1917 roku skonfiskowano 2 większe dzwony z kościoła i 1 mniejszy z kapliczki. Po zakończeniu I wojny światowej wykonano w odlewni A. Geittner i synowie z Wrocławia 3 nowe dzwony; stary dzwon na wieży został nastrojony na dźwięk D. W 1942 roku organy wybudował Josef Kloss z Karniowa (były pracownik firmy Rieger). Remont przeprowadziła firma Kamerton Witolda i Wiesława Jeleniów z Olszynki k. Prudnika w 2013 r. W 1943 roku ponownie skonfiskowano dzwony kościelne. W latach powojennych kościół został odnowiony.
W ołtarzu głównym kościoła znajduje się obraz Matki Boskiej Częstochowskiej (w centrum) oraz Floriana z Lauriacum (z prawej strony). Poza tym w ołtarzach znajdują się także obrazy Piotra Apostoła i Pawła z Tarsu oraz Marii Magdaleny. Do zabytkowego wyposażenia kościoła należą: 
- XVIII-wieczny, barokowy krucyfiks,
- 2 XVIII-wieczne lichtarze procesyjne z rzeźbami aniołków[6].

Do 1909 roku obok kościoła znajdował się cmentarz (wraz z krzyżem i kostnicą), natomiast później, z powodu braku miejsca, założono nowy.
W 1931 roku rozpoczęto budowę domu klasztornego, który jednocześnie miał służyć jako dom starców. Po zakończeniu budowy dom nazwano St. Paulusheim (pol. Dom św. Pawła) i przekazano zgromadzeniu Sióstr Służebniczek Najświętszej Maryi Panny Niepokalanie Poczętej z Poremby.